# Scopolétol
Le scopolétol ou scopolétine est une coumarine aglycone de formule brute C10H8O4. C'est l'équivalent de l'esculétol dont un des substituants hydroxy est remplacé par un méthoxy (-OCH3). Son nom vient du fait qu'on la trouve dans les racines de plantes du genre Scopolia, comme Scopolia carniolica ou Scopolia japonica, mais on la trouve aussi dans la chicorée sauvage, la passiflore, dans Artemisia scoparia, Brunfelsia, Viburnum prunifolium ou encore dans Kleinhovia hospita.
On la trouve aussi dans certains whiskies et dans la chicorée pissenlit.

## Hétérosides
La scopoline est un glucoside de la scopolétine formé par l'action de l'enzyme scopolétine glucosyltransférase.